# Rynkonzaur
Rynkonzaur (Rinconsaurus caudamirus) – zauropod z rodziny tytanozaurów (Titanosauridae).
Żył w epoce późnej kredy (ok. 93-83 mln lat temu) na terenach Ameryki Północnej. Długość ciała ok. 11 m, wysokość ok. 2,5 m. Jego szczątki znaleziono w Argentynie. Analizy kladystyczne wskazują na bliskie pokrewieństwo z Muyelensaurus, dla tych dwóch zwierząt utworzono klad Rinconsauria.